# Zentralamerika- und Karibikspiele/Pferdesport
Pferdesport gehört bei den Zentralamerika- und Karibikspielen zu den Sportarten, die nicht seit der ersten Austragung im Programm der Spiele sind. Erstmals wurden sie 1935 in das Programm aufgenommen und waren bis 1959, mit Ausnahme von 1946 präsent. Seit 1986 ist der Pferdesport ununterbrochen bei den Zentralamerika- und Karibikspielen vertreten.

## Sieger und Platzierte 2002
Die Reitwettbewerbe wurden in San Salvador, El Salvador ausgetragen. Es wurden Wettbewerbe in allen drei olympischen Reitsportdisziplinen ausgetragen sowie ein 80 km Distanzritt.
Einzelwettbewerbe
| Wettbewerb     | Gold                                                | Silber                     | Bronze                         |
| -------------- | --------------------------------------------------- | -------------------------- | ------------------------------ |
| Dressur        | Dominikanische Republik Yvonne Losos de Muñiz, 2677 | Mexiko Joaquin Orth, 2656  | Mexiko Bernadette Pujals, 2647 |
| Vielseitigkeit | Mexiko Jaime Velásquez                              | Mexiko Erik Arámbula       | Mexiko Miguel Sarmiento        |
| Springen       | Puerto Rico Mark Watring                            | Mexiko Enrique González    | Kolumbien Carlos Ramírez       |
| Distanzreiten  | Costa Rica Oscar Delgado                            | Costa Rica Alfredo Peralta | Guatemala Federico Herbruger   |

Teamwettbewerbe
| Wettbewerb     | Gold                                                                            | Silber                                                                                | Bronze                                                                                            |
| -------------- | ------------------------------------------------------------------------------- | ------------------------------------------------------------------------------------- | ------------------------------------------------------------------------------------------------- |
| Dressur        | Mexiko 3,939 Salvador Oñate, Joaquín Orth, Bernadette Pujals, Omar Zayrik       | Kolumbien 3,877 Constanza Jaramillo, Tatiana Londoño, Eduardo Muñoz, César Parra      | Dominikanische Republik 3,802 Vanessa Doyle, George Fernández, Yvonne Losos de Muñiz, Diana Ramos |
| Vielseitigkeit | Mexiko 175.75 Erick Arámbula, Aaron Minor, Aurelio Quinzaños, Jaime Velásquez   | Guatemala 216.25 Alfredo Aycinema, Ricardo Cordón, José Sánchez, Carlos Sueiras       | El Salvador 320.25 Carmen Barrera, José Romano, Eider Sánchez, Juan Vásquez                       |
| Springen       | Kolumbien 37.07 Rodrigo Díaz, Carlos Ramírez, Ricardo Villa, Andrés Muller      | Mexiko 45.31 Eugenio Enríquez, Enrique González, Salvador Fernández, Arturo Hernández | Guatemala 61.20 Juan Pivaral, María Pivaral, Eduardo Castillo, Luis Sáenz                         |
| Distanzreiten  | Guatemala Federico Herbruger, Roberto Hernández, Jaime Mansilla, Gilberto Pirir | Costa Rica Oscar Delgado, Alfredo Peralta, Ignacio Esquivel, Luis Quirós              | Dominikanische Republik Nidia Gómez, Arnaldo Gómez, Eric Pimentel, Nelson Vargas                  |

## Sieger und Platzierte 2006
Die Reitwettbewerbe wurden in Cartagena, Kolumbien, ausgetragen.

### Dressur
| Wettbewerb     | Gold                                                             | Silber                                                                  | Bronze                                                                           |
| -------------- | ---------------------------------------------------------------- | ----------------------------------------------------------------------- | -------------------------------------------------------------------------------- |
| Dressur Einzel | Kolumbien Eduardo Muñoz, 2910                                    | Kolumbien Raúl Corchuelo, 2844                                          | Mexiko Peter Norlander, 2830                                                     |
| Dressur Team   | Kolumbien 4,495 Constanza Jaramillo, María García, Eduardo Muñoz | Mexiko 4,371 Héctor Caro, José Padilla, Bernardette Pujals, Omar Zayrik | Guatemala 4,337 Christa Dauber, Silva Luna, Juan Andrés Rodríguez, Silvia Roesch |

### Springen
| Wettbewerb      | Gold                                                                      | Silber                                                                               | Bronze                                                                  |
| --------------- | ------------------------------------------------------------------------- | ------------------------------------------------------------------------------------ | ----------------------------------------------------------------------- |
| Springen Einzel | Puerto Rico Mark Watring                                                  | Kolumbien Carlos Ramírez                                                             | Mexiko Francisco Pasquel                                                |
| Springen Team   | Mexiko 14.39 Alberto Michán, Héctor Caro, Andrés Gómez, Francisco Pasquel | Guatemala 19.28 Juan Pivaral, Juan Andrés Rodríguez, Eduardo Castillo, Álvaro Tejada | Kolumbien 21.59 Jhon Pérez, Carlos López, Ricardo Villa, Carlos Ramírez |

## Sieger und Platzierte 2010
Die Reitwettbewerbe wurden in Mayagüez, Puerto Rico veranstaltet. Das Turnier wurde vom 21. bis zum 30. Juli in La Sebastina in Bayamón durchgeführt.

### Dressur
| Wettbewerb     | Gold                   | Silber                               | Bronze                 |
| -------------- | ---------------------- | ------------------------------------ | ---------------------- |
| Dressur Einzel | Kolumbien Marco Bernal | Dominikanische Republik Yvonne Losos | Mexiko Antonio Riverea |
| Dressur Team   | Kolumbien              | Guatemala                            | Mexiko                 |

### Springen
| Wettbewerb      | Gold                    | Silber                     | Bronze                 |
| --------------- | ----------------------- | -------------------------- | ---------------------- |
| Springen Einzel | Venezuela Pablo Barrios | Venezuela Andres Rodriguez | Kolumbien Rodrigo Diaz |
| Springen Team   | Venezuela               | Mexiko                     | Puerto Rico            |

### Vielseitigkeit
| Wettbewerb            | Gold                    | Silber               | Bronze                    |
| --------------------- | ----------------------- | -------------------- | ------------------------- |
| Vielseitigkeit Einzel | Guatemala Tiziana Billy | Mexiko Erik Arambula | Guatemala Sarka Kolackova |
| Vielseitigkeit Team   | Mexiko                  | Kolumbien            | Venezuela                 |

## Sieger und Platzierte 2014
Die Reitwettkämpfe wurden vom 15. bis zum 29. November gut 100 km von Veracruz, Mexico, entfernt in Xalapa durchgeführt. Austragungsort war der Club Hipico Coapexpan (Coapexpan Equestrian Club).

### Dressur
| Wettbewerb | Gold                                                                    | Silber                                                                | Bronze                                                     |
| ---------- | ----------------------------------------------------------------------- | --------------------------------------------------------------------- | ---------------------------------------------------------- |
| Einzel     | Kolumbien Marco Bernal                                                  | Dominikanische Republik Yvonne Losos de Muñiz                         | Mexiko Bernadette Pujals                                   |
| Team       | Mexiko Jose Luis Padilla Bernadette Pujals Mariana Quintana Omar Zayrik | Kolumbien Marco Bernal Kalb Marco Bernal Raul Corchuelo Radme Mahamud | Guatemala Margarita de Castillo Sylvia Luna Andrea Schorpp |

### Vielseitigkeit
| Wettbewerb | Gold                                                                         | Silber                                                                | Bronze                                                               |
| ---------- | ---------------------------------------------------------------------------- | --------------------------------------------------------------------- | -------------------------------------------------------------------- |
| Einzel     | Guatemala Stefanie Brand Leu                                                 | Guatemala Carlos Sueiras                                              | Mexiko Guillermo de Campo                                            |
| Team       | Guatemala Stefanie Brand Leu Alvaro Del Valle Sarka Kolackova Carlos Sueiras | Mexiko Guillermo de Campo Pedro Gutierrez Jose Mercado Daniela Moguel | Kolumbien Anne Brieke Santiago Medina Jhonathan Rodriguez Juan Tafur |

### Springen
| Wettbewerb | Gold                                                                 | Silber                                                                    | Bronze                                                                 |
| ---------- | -------------------------------------------------------------------- | ------------------------------------------------------------------------- | ---------------------------------------------------------------------- |
| Einzel     | Mexiko Gonzalo Azcarraga                                             | Venezuela Angel Karolyi                                                   | Dominikanische Republik Hector Florentino                              |
| Team       | Kolumbien Daniel Bluman Mauricio Guevara Roberto Teran Ricardo Villa | Guatemala Ivonne Balz Eduardo Castillo Cristina Heurtematte Alvaro Tejada | Venezuela Emanuel Andrade Pablo Barrios Angel Karolyi Andrés Rodríguez |